# Długość fizyczna
Długość fizyczna – miara fizyczna odległości pomiędzy dwoma punktami, liczona zgodnie z metryką euklidesową (zwykłym sposobem mierzenia odległości), albo w linii prostej (np. długość fali – odległość między jej dwoma węzłami) albo po krzywej (np. długość drogi przebytej przez ciało).
Długość fizyczna zwykle jest oznaczona małą literą l. Jednostką podstawową, która wyraża długość fizyczną w układzie SI jest metr.